# Marco Kotilainen
Marco Esko Alexis Kotilainen, född 28 maj 1986, är en svensk fotbollsspelare som spelar för Qviding FIF i Division 1 Södra.